# Municipio de Valley (condado de Madison)
El municipio de Valley (en inglés: Valley Township) es un municipio ubicado en el condado de Madison en el estado estadounidense de Arkansas. En el año 2010 tenía una población de 517 habitantes y una densidad poblacional de 5,34 personas por km².

## Geografía
El municipio de Valley se encuentra ubicado en las coordenadas 35°51′2″N 93°55′6″O / 35.85056, -93.91833. Según la Oficina del Censo de los Estados Unidos, el municipio tiene una superficie total de 96.9 km², de la cual 96.44 km² corresponden a tierra firme y (0.48%) 0.46 km² es agua.

## Demografía
Según el censo de 2010, había 517 personas residiendo en el municipio de Valley. La densidad de población era de 5,34 hab./km². De los 517 habitantes, el municipio de Valley estaba compuesto por el 94.97% blancos, el 0.77% eran afroamericanos, el 1.93% eran amerindios, el 0.97% eran asiáticos, el 0.58% eran isleños del Pacífico, el 0.19% eran de otras razas y el 0.58% pertenecían a dos o más razas. Del total de la población el 0.77% eran hispanos o latinos de cualquier raza.